# Сент Џозеф (Мисури)
Сент Џозеф (енгл. St. Joseph) град је у америчкој савезној држави Мисури.

## Демографија
По попису из 2010. године број становника је 76.780, што је 2.79 (3,8%) становника више него 2000. године.
| Група             | 2000.          | 2010.          |
| Белци             | 66.741 (90,2%) | 65.053 (84,7%) |
| Афроамериканци    | 3.722 (5,0%)   | 4.585 (6,0%)   |
| Азијати           | 351 (0,5%)     | 674 (0,9%)     |
| Хиспаноамериканци | 1.929 (2,6%)   | 4.414 (5,7%)   |
| Укупно            | 73.990         | 76.780         |